# Exodezia bicolorata
Exodezia bicolorata är en fjärilsart som beskrevs av Semper 1906. Exodezia bicolorata ingår i släktet Exodezia och familjen mätare. Inga underarter finns listade i Catalogue of Life.